# Axioma alegerii
În matematică, axioma alegerii este o axiomă în cadrul teoriei mulțimilor. Axioma alegerii spune, informal vorbind, că, dându-se o familie (posibil infinită) de mulțimi nevide, se poate alege simultan câte un element din fiecare dintre ele, rezultând o mulțime. Axioma alegerii are un statut mai special în teoria mulțimilor, în sensul că sunt studiate și variante ale teoriei mulțimilor în care nu este acceptată axioma alegerii.

## Enunț
Un posibil enunț al axiomei alegerii este următorul: Dacă {\displaystyle {\mathcal {F}}} este o familie de mulțimi nevide ({\displaystyle \emptyset \notin {\mathcal {F}}}), disjuncte două câte două ({\displaystyle \forall A,B\in {\mathcal {F}},\ A\neq B\Rightarrow A\cap B=\emptyset }), atunci există o mulțime {\displaystyle M} a cărei intersecție cu fiecare mulțime din {\displaystyle {\mathcal {F}}} conține un singur element:
{\displaystyle \forall A\in {\mathcal {F}},\,\exists x:\,A\cap M=\{x\}}
O formulare echivalentă este aceea că, dându-se o familie {\displaystyle {\mathcal {F}}} de mulțimi nevide, există o funcție {\displaystyle f:{\mathcal {F}}\to \bigcup {\mathcal {F}}} satisfăcând 
{\displaystyle f(A)\in A\,,\ \forall A\in {\mathcal {F}}}
De notat că în cazul în care {\displaystyle {\mathcal {F}}} este finită, nu este nevoie de axioma alegerii, existența lui {\displaystyle M} rezultă direct din celelalte axiome ale teoriei mulțimilor. De asemenea, este nevoie de axioma alegerii numai dacă nu există vreun element privilegiat în fiecare mulțime din {\displaystyle {\mathcal {F}}}. De exemplu, dacă mulțimile din {\displaystyle {\mathcal {F}}} sunt ordonate și fiecare mulțime are un minim, atunci funcția {\displaystyle f(A)=\min A} există, fără să avem nevoie de axioma alegerii.

## Independența de restul teoriei mulțimilor
Axioma alegerii este independentă de restul teoriei mulțimilor în sensul că, dacă teoria mulțimilor este necontradictorie, atunci teoria mulțimilor cu axioma alegerii este de asemenea necontradictorie și de asemenea teoria mulțimilor împreună cu negația axiomei alegerii este necontradictorie.
Din acest punct de vedere, poziția axiomei alegerii față de teoria mulțimilor este similară poziției axiomei lui Euclid față de geometrie.

## Consecințe și proprietăți echivalente
Următoarele propoziții sunt echivalente cu axioma alegerii:
- Teorema lui Zermelo: pe orice mulțime se poate stabili o relație de bună ordonare
- Lema lui Zorn: dacă pe o mulțime nevidă X se definește o relație de ordine cu proprietatea că orice submulțime T care este total ordonată (de ordinea de pe X) admite un majorant în X, atunci X are cel puțin un element maximal

Următoarele propoziții rezultă din axioma alegerii:
- orice două cardinale sunt comparabile
- orice spațiu vectorial admite o bază
- două baze ale unui spațiu vectorial sunt echipotente